# Tzutuhil

Hochzeitsponcho für Männer der Tzutuhil. Gewebt und von Hand hochwertig, beidseitig bestickt von der Braut für den Bräutigam. Arbeitszeit 6–8 Wochen.

Die Tzutuhil (auch Tz'utujil) sind ein indigenes Volk in Guatemala.
Sie gehören zur Großgruppe Maya und leben am Atitlán-See in den Gemeinden San Juan La Laguna, San Pablo La Laguna, San Marcos La Laguna, San Pedro La Laguna und Santiago Atitlán, sowie eine kleine Gruppe in San Lucas Tolimán, wobei ihr Siedlungsgebiet früher deutlich größer war. 
Die Tzutuhil wurden 1523 von dem spanischen Conquistador Pedro de Alvarado besiegt, wobei dieser einen Krieg der Cakchiquel gegen die Tzutuhil ausnutzte.
Die Tzutuhil-Sprache gehört zu den Maya-Sprachen und wird von fast 100.000 Menschen in Guatemala gesprochen. SIL International unterteilt die Sprache in zwei Sprachen, Ost-Tzutuhil (50.000 Sprecher, Code tzj) und West-Tzutuhil (34.000 Sprecher, Code tzt).